# 信宜铁角蕨
信宜铁角蕨（学名：Asplenium xinyiense）为铁角蕨科铁角蕨属下的一个种。

## 扩展阅读
- 維基物種上的相關：信宜铁角蕨